# Apama (épouse de Séleucos Ier)
Pour les articles homonymes, voir Apama.
Titre
Reine séleucide
Apama (en grec ancien Ἀπάμα / Apama) ou Apama Ire ou Apamé, est une reine de l'époque hellénistique d'origine perse.
Fille du satrape Spitaménès, un noble perse qui a lutté contre Alexandre le Grand, elle est la première épouse de Séleucos Ier, fondateur de l'Empire séleucide, et la mère d'Antiochos Ier.

## Biographie
Lors des noces de Suse en 324 av. J.-C., Apama épouse Séleucos Ier. C'est d'ailleurs un des rares couples qui ait perduré après celles-ci. De cette union passionnée naissent deux fils et deux filles. Elle est donc la seule femme d'origine persane mariée à un général macédonien à avoir enfanté un épigone. 
Apama est appelée reine (basilissa) à partir du moment où son mari se ceint du diadème, soit vers 305. En 298 av. J.-C., Séleucos épouse Stratonice, poursuivant ainsi la tradition royale de la polygamie qui permet d'assurer une descendance nombreuse à la famille royale. Si de 298 à 293 av. J.-C., date à laquelle Séleucos offre sa seconde épouse à son fils Antiochos, Apama est mise de côté, sa position n'est pas pour autant menacée puisqu'elle est mère d'un héritier mâle adulte, Antiochos, né en 324.
Elle fut au cœur même de la fondation du royaume Séleucide. Elle a joué un rôle actif et essentiel aux côtés de son époux lors de la création puis de la consolidation du royaume. Elle a participé tant à l’organisation territoriale séleucide qu’au développement de l’idéologie royale. Les représentations du couple royal avec le prince héritier Antiochos Ier offraient une image d'unité familiale de stabilité et donc de force. Le décret dit des Milésiens a été formulé en son nom pour lui rendre honneur en 299.
Un grand nombre de cités fondées sur ordre de Séleucos et d'Antiochos ont été nommées d'après son nom. On peut citer Apamée, l'une des quatre cités de la tétrapole syrienne. 

## Famille

### Mariage et enfants
De son mariage avec Séleucos en février 324 av. J.-C. naissent :
- Apama ;
- Laodicé[5] ;
- Antiochos Ier, héritier du trône[6].

### Ascendance
Sauf précision contraire, les dates de cet article sont sous-entendues « avant l'ère commune » (AEC), c'est-à-dire « avant Jésus-Christ ».